# Фреха, Абделкадер
Абделкадер Бенфреха (араб. عبد القادر فريحة‎; 28 октября 1942, Оран — 1 октября 2012, Оран) — алжирский футболист, играл на позиции нападающего. Лучший бомбардир в истории «МК Оран» (148 голов).

## Биография

### Игровая карьера
Большую часть карьеры играл за «МК Оран», в составе которого в 1971 году выиграл чемпионский титул. Фреха становился лучшим бомбардиром чемпионата страны в 1969 и 1971 годах. В 1975 году выиграл Кубок Алжира. Всего в общей сложности забил за «МК Оран» 148 голов, благодаря чему является лучшим бомбардиром в истории клуба.
За сборную Алжира сыграл 9 матчей и забил 4 гола.

### Смерть
Скончался 1 октября 2012 года в Оране в возрасте 69 лет.

## Достижения

### Командные
«МК Оран»
- Чемпион Алжира (1): 1970/71
- Обладатель Кубка Алжира (1): 1974/75

### Личные
- Лучший бомбардир чемпионата Алжира (2): 1968/69 (15 голов), 1970/71 (15 голов)